# Bộ Bạch quả
Bộ Bạch quả (danh pháp khoa học: Ginkgoales) là bộ thực vật hạt trần nằm trong lớp Bạch quả (Ginkgoopsida). Bộ này đã xuất hiện trong kỷ Jura (199,6 - 145,5 Ma) của đại Trung Sinh (251,0 - 65,5 Ma), và ngày nay đại diện duy nhất còn sinh tồn đã biết là bạch quả (Ginkgo biloba), mà vì lý do như đã nói trên, đôi khi được coi như là hóa thạch sống. Tuy nhiên, trước đây thì các đại diện của một vài họ khác cũng đã từng tồn tại.

## Tiền sử
Loài bạch quả ngày nay là một hóa thạch sống, với các hóa thạch có mối liên quan đã được công nhận với bạch quả ngày nay có từ kỷ Permi, với niên đại khoảng 270 triệu năm trước. Chúng đã đa dạng hóa và phổ biến khắp đại lục Laurasia kể từ giữa kỷ Jura và kỷ Phấn Trắng, nhưng sau đó thì trở nên hiếm hơn. Vào thế Paleocen, Ginkgo adiantoides là loài Ginkgo duy nhất còn lại ở Bắc bán cầu với dạng khác biệt đáng kể (chưa được lập hồ sơ kỹ lưỡng) tồn tại ở Nam bán cầu, vào cuối thế Pliocen thì các hóa thạch của các loài Ginkgo đã biến mất từ các mẫu hóa thạch ở mọi nơi, ngoại trừ một khu vực nhỏ ở miền trung Trung Quốc nơi mà loài bạch quả hiện đại còn tồn tại. Trên thực tế người ta nghi ngờ việc hóa thạch của các loài bạch quả ở Bắc bán cầu có thể được phân biệt một cách đáng tin cậy hay không; tạo ra tốc độ tiến triển chậm trong tiến hóa của chi này, có thể chỉ có tổng cộng 2 loài; là các loài mà ngày nay khoa học gọi là G. biloba (bao gồm cả G. adiantoides), và G. gardneri có trong thế Paleocen ở Scotland.
Ít nhất về mặt hình thái học thì G. gardneri và các loài ở Nam bán cầu chỉ là các đơn vị phân loại hậu Jura đã biết và có thể được công nhận một cách không nghi ngờ, những phần còn lại có thể chỉ đơn giản là các kiểu sinh thái hoặc các phân loài. Hàm ý trong đó là G. biloba đã từng phổ biến trên một khu vực cực rộng lớn, có độ linh động di truyền đáng kể và mặc dù tiến hóa nhưng về mặt di truyền học thì chưa bao giờ thể hiện nhiều sự hình thành loài. Sự xuất hiện của G. gardneri, loài dường như là đặc hữu của vùng núi Caledonia, và sự đa dạng hơi nhiều hơn ở Nam bán cầu, gợi ý rằng các dãy núi cổ ở Bắc bán cầu có thể lưu giữ các hóa thạch hiện chưa được phát hiện ra của các loài Ginkgo khác. Do sự phân bố của Ginkgo đã mang tính chất của sinh vật cổ còn sót lại vào giai đoạn tiền sử gần đây, nên cơ hội để DNA cổ đại từ các mẫu vật cận hóa thạch có thể đưa ra bất kỳ tia sáng nào cho vấn đề này dường như là rất nhỏ. Trong khi một điều dường như là không chắc chắn rằng các loài có thể tồn tại như một thực thể cận kề trong nhiều triệu năm, thì nhiều thông số về lịch sử sự sống của Ginkgo lại phù hợp. Chúng là: tuổi thọ cực cao; tốc độ sinh sản chậm; (trong đại Tân Sinh và thời gian sau này) sự phân bổ rộng, dường như là cận kề, nhưng co lại dần dần cùng với sự cực kỳ bảo thủ về mặt sinh thái (chỉ hạn chế trong các vùng đất nhẹ ven sông) như có thể thấy từ các mẫu hóa thạch thu thập được; và mật độ quần thể thấp.

## Phân loại
Trong cổ thực vật học, các thực vật tương tự như bạch quả và được coi một cách khá chắc chắn thuộc về bộ Bạch quả hiện tại được chia thành 5 họ với ít nhất 11-12 chi đã được phân loại (các loài/chi tuyệt chủng được đánh dấu bằng †):
- Karkeniaceae: † 
  - Karkenia †
  - Sphenobaiera † (một phần)
  - Ginkgoites † (một phần)
- Schmeissneriaceae: †
  - Schmeissneria †
- Umaltolepidiaceae: †
  - Toretzia †
  - Pseudotorellia †
  - Umaltolepis †
- Yimaiaceae: †
  - Baiera † (ít nhất là một phần)
  - Yimaia †
- Ginkgoaceae:
  - Ginkgo
  - Ginkgoites † (một phần)
  - Grenana †